# Cinc Sentits
Cinc Sentits és un restaurant català amb dues estrelles Michelin de Barcelona, fundat el 2004 i dirigit pel xef Jordi Artal i la maitre Amèlia Artal. El nom del restaurant prové del seu objectiu d'estimular cadascuna de les cinc sensacions gustatives bàsiques que reconeixen els receptors especialitzats de la llengua humana, dolç, salat, amarg, àcid i umami).
Reconegut durant diversos anys com a un dels millors restaurants de Barcelona l'any 2008 va obtenir la seva primera Estrella Michelin. La estrella, que va mantenir durant deu anys, i va perdre l'any 2018 a causa del trasllat i tancament del local, la va recuperar l'any següent. L'any 2019 va obtenir la seva segona estrella michelín.
Alguns dels plats estrella d'aquest restaurant, defensats pel seu xef Jordi Artal, són el calamar sofregit i en tires, amb una salsa del mol·lusc i oli de picada, la truita de Tavascan a baixa temperatura amb cruixent de fonoll, la papada marinada de porc amb arròs cremós de poma o el filet de cérvol amb trinxat.